# Pitkänsaari (ö i Södra Savolax)
Pitkänsaari är en ö i Finland. Den ligger i sjön Pitkäjärvi och i kommunen Mäntyharju i den ekonomiska regionen  S:t Michel och landskapet Södra Savolax, i den södra delen av landet, 160 km nordost om huvudstaden Helsingfors. Öns area är 1,1 hektar och dess största längd är 150 meter i nord-sydlig riktning.